# Мария Кристиана фон Лайнинген-Вестербург
Мария Кристиана фон Лайнинген-Вестербург (на немски: Maria Christiana von Leiningen-Westerburg; * 28 януари 1650 във Вестербург; † 19 ноември 1714 или 17 януари 1740 в Лобенщайн) е графиня от Лайнинген-Вестербург и чрез женитба графиня, от 26 август 1673 г. имперска графиня на Ройс-Лобенщайн в Тюрингия.
Тя е втората дъщеря на граф Георг Вилхелм фон Лайнинген-Вестербург (1619 – 1695) и съпругата му графиня София Елизабет фон Липе-Детмолд (1626 – 1688), дъщеря на граф Симон VII фон Липе и втората му съпруга графиня Мария Магдалена фон Валдек-Вилдунген.
Мария Кристиана фон Лайнинген-Вестербург се омъжва на 22 октомври 1673 г. в Лобенщайн за граф Хайнрих III Ройс-Лобенщайн (* 16 декември 1648, Лобенщайн; † 24 май 1710, Гера), син на Хайнрих X (Ройс-Лобенщайн) (1621 – 1671) и Мария Сибила Ройс-Оберграйц (1625 – 1675). Той е господар на Лобенщайн (1671 – 1673), граф Ройс фон Лобенщайн (1673 – 1710) и става имперски граф на 26 август 1673 г. Градът и старият дворец от 1601 г. са доста разрушени при пожар през 1714 г. и техният син Хайнрих XV Ройс-Лобенщайн построява до 1718 г. новият дворец Лобенщайн в стил барок извън градската стени.
Мария Кристиана фон Лайнинген-Вестербург умира на 19 ноември 1714 г. или на 17 януари 1740 г. в Лобенщайн и е погребана там.

## Деца
Мария Кристиана фон Лайнинген-Вестербург и Хайнрих III Ройс-Лобенщайн имат 14 деца:
- Хайнрих XV Ройс-Лобенщайн (* 24 септември 1674, Лобенщайн; † 12 май 1739, Лобенщайн), женен на 21 юли 1701 г. във Валденбург за графиня Ернестина Елеонора фон Шьонбург-Валденбург-Хартенщайн (* 2 ноември 1677; † 2 август 1741), дъщеря на граф Ото Лудвиг фон Шьонбург-Хартенщайн (1643 – 1701) и София Магдалена фон Лайнинген-Вестербург (1651 – 1726)
- София Мария (* 12 ноември 1675, Лобенщайн; † 16 юли 1748, Лобенщайн)
- Хайнрих XVII Ройс (* 13 декември 1676, Лобенщайн; † 21 септември 1706, Тренто), женен на 27 май 1699 г. в Лобенщайн за графиня Елеонора София фон Гих-Турнау (* 29 март 1677; † 31 декември 1722)
- Кристиана Елизабет (* 16 януари 1678, Лобенщайн; † 16 януари 1757, Лобенщайн)
- Хайнрих XXI Ройс-Лобенщайн (* 12 март 1679, Лобенщайн; † 21 юли 1702, от раните от битката при Клисов, Полша), полковник в Полша
- Хайнрих XXIII Ройс (* 21 октомври 1680, Лобенщайн; † 20 октомври 1723, Хале), полковник в Хесен-Касел, женен на 28 юли 1716 г. в Халберщат за фрайин Беата Хенриета фон Зьолентал (* между 16 и 26 юли 1696; † 22 август 1757)
- Хайнрих XXVI Ройс-Лобенщайн-Зелбиц (* 16 декември 1681, Лобенщайн; † 21 юни 1730, Зелбиц), женен на 31 март 1715 г. в Зелбиц, Бавария за графиня Юлиана Ребека фон Татенбах (* 31 август 1692; † 10 септември 1739)
- Хайнрих XXVIII (* 11 февруари 1683, Лобенщайн; † 8 юли 1683, Лобенщайн)
- Вилхелмина Кристиана (* 16 май 1684, Лобенщайн; † 29 септември 1753, Еберсдорф)
- Антония София Магдалена (* 22 август 1685; † 20 март 1758, Лобенщайн)
- Йохана Августа (* 8 октомври 1686; † 8 май 1712, Лобенщайн)
- Емилия Юлиана (* 4 септември 1688, Лобенщайн; † 11 ноември 1689, Лобенщайн)
- Емилия Елеонора (* 29 декември 1689, Лобенщайн; † 9 юли 1730, Лобенщайн)
- Анна София (* 24 октомври 1691, Лобенщайн; † 22 януари 1723, Валденбург)